# آبجو (فیلم)
آبجو (انگلیسی: Beer) فیلمی است که در سال ۱۹۸۵ منتشر شد.

## بازیگران
- لورتا سویت
- ریپ تورن
- کنت مارس
- دیوید آلن گرایر
- ویلیام راس
- ایمی رایت
- دیک شاون
- دیوید وال